# Theligonum macranthum
Theligonum macranthum là một loài thực vật có hoa trong họ Thiến thảo. Loài này được Franch. miêu tả khoa học đầu tiên năm 1887.